# ダイナスティ (テレビドラマ)
『ダイナスティ』 (Dynasty) は、ABCで1981年から1989年までアメリカ合衆国で放映された大型メロドラマである。日本でも1988年にNHK総合やNHK-BSで一部のシーズンだけが放送された。
2017年10月11日よりリメイク版がCWで放送を開始。Netflixでも配信されている。

## 概要
『ダラス』と並ぶ大人気ドラマで、デンバーを舞台に繰り広げられるソープオペラ。金を動かす上流社会、支配層、大富豪のモラルを無視した愛憎劇を中心に繰り広げられるフィクション劇で、全米では一時期『ダラス』を上回り全米1位になるなど大人気であった。プロデューサーはアーロン・スペリングが担当し、『チャーリーズ・エンジェル』に続くヒット作品となった。しかし、日本では『ダラス』同様、本国程の成功はしなかった。スピンオフ作品にThe Colbysがあり、チャールトン・ヘストン、バーバラ・スタンウィック、キャサリン・ロス、リカルド・モンタルバンが出演した。テーマ音楽を手掛けたのはビル・コンティ。

## 主な登場人物
ブレイク・キャリントン：ジョン・フォーサイス（吹替：阪脩）
パイロット版では当初ジョージ・ペパードが演じていたが、プロデューサーと演技やキャラクター設定について対立し、降板した。
クリストル：リンダ・エヴァンス（吹替：弥永和子）
ブレイクの妻。
アレクシス：ジョーン・コリンズ（吹替：谷育子）
ブレイクの前妻
ファロン：パメラ・スー・マーティン、エマ・サムズ（吹替：勝生真沙子）
アレクシスとブレイクの長女
スティーヴン：アル・コーリー、ジャック・コールマン（吹替：難波圭一）
次男
アダム：ゴードン・トムソン（吹替：曽我部和恭）
長男
アマンダ：キャサリン・オクセンバーグ
次女
ジェフ・コルビー：ジョン・ジェームズ（吹替：堀秀行）
セシル・コルビー：ロイド・ボックナー（吹替：筈見純）
クラウディア・ブレイズデル：パメラ・ベルウッド（吹替：宗形智子）
マシュー・ブレイズデル：ボー・ホプキンス（吹替：野島昭生）
サミー・ジョー・ディーン：ヘザー・ロックリア（吹替：岡本麻弥）
マーク・ジェニングス：ジェフリー・スコット（吹替：堀勝之祐）
クリストルの前夫
カービー・アンダース：キャスリーン・ベラー（吹替：玉川砂記子）
ジョセフ・アンダース：リー・ベルジュ（吹替：伊井篤史）
ニック・トスカーニ：ジェームズ・ファレンティノ（吹替：小川真司）
ドミニク：ダイアン・キャロル
ブレイクの異母妹
デックス：マイケル・ネイダー
- その他吹替、難波克弘

## スペシャルゲスト
- ロック・ハドソン
- ヘルムート・バーガー
- アリ・マッグロー
- ジョージ・ハミルトン